# Giorgi Kaczeiszwili
Giorgi Kaczeiszwili (ur. 10 lutego 1977) – gruziński szachista, arcymistrz od 1997 roku.

## Kariera szachowa
Na arenie międzynarodowej zaczął występować po rozpadzie Związku Radzieckiego. Kilkukrotnie reprezentował swój kraj na mistrzostwach świata i Europy w różnych kategoriach wiekowych, największy sukces odnosząc w 1994 r. w Szeged, gdzie zdobył brązowy medal mistrzostw świata juniorów do 18 lat.
W drugiej połowie lat 90. awansował do ścisłej czołówki gruzińskich szachistów. Jest dwukrotnym indywidualnym mistrzem kraju (1997, 2006), a w 2000 r. zdobył tytuł wicemistrzowski. Wielokrotnie reprezentował narodowe barwy na najważniejszych rozgrywkach drużynowych: trzykrotnie na olimpiadzie (2000, 2004, 2006) oraz pięciokrotnie na drużynowych mistrzostwach Europy (1992, 1997, 1999, 2001, 2003), na których zdobył 4 medale, brązowy wraz z drużyną (2003) oraz trzykrotnie za wyniki indywidualne. W 2004 r. wystąpił w rozegranym w Trypolisie pucharowym turnieju o mistrzostwo świata, w I rundzie przegrywając z Vasiliosem Kotroniasem.
Do innych jego sukcesów w turniejach międzynarodowych należą:
- I m. w Stockerau (1993),
- dz. II m. w Mladej Boleslav (1993, za Witalijem Gołodem, wspólnie z Igorem Štohlem),
- II m. w Baku (1995, za Jewgienijem Moczałowem),
- I m. w Wiesbaden (1996),
- II m. w Erywaniu (1996, za Zurabem Sturuą),
- dz. I m. w Baku (1997, wspólnie z Ajdynem Gusejnowem),
- I m. w Nowym Jorku (1998),
- I m. w Trignacu (2001)[4],
- I m. w Senden (2001),
- dz. II m. w Lake George (2005, za Wiktorem Michalewskim, wspólnie z Aleksandrem Szabałowem i Zwiadem Izorią),
- dz. I m. w Filadelfii (2006, wraz z Joelem Benjaminem, Wadimem Miłowem, Gatą Kamskim, Jaanem Ehlvestem, Leonidem Judasinem, Aleksandrem Wojtkiewiczem, Aleksandrem Iwanowem i Ildarem Ibragimowem),
- dz. I m. w Stambule (2006, wspólnie z Michaiłem Gurewiczem, Władimirem Bakłanem, Ewgenim Janewem, Lewanem Pantsulaia, Siergiejem Azarowem, Dawitem Magalaszwili i Naną Dzagnidze),
- dz. I m. w Nowym Jorku (2008, wspólnie ze Zwiadem Izorią),
- I m. w Berkeley (2008),
- I m. w Las Vegas (2008),
- dz. I m. w Filadelfii (2009, wspólnie z Aleksandrem Szabałowem),
- II m. w Lubbock (2009, za Robertem Hessem),
- I m. w Saint Louis (2011).

Najwyższy ranking w dotychczasowej karierze osiągnął 1 kwietnia 2009 r., z wynikiem 2613 punktów zajmował wówczas 4. miejsce wśród gruzińskich szachistów.